# Agarista albiflora
Agarista albiflora är en ljungväxtart som först beskrevs av B. Fedtschenko och Basilevskaja, och fick sitt nu gällande namn av Walter Stephen Judd. Agarista albiflora ingår i släktet Agarista och familjen ljungväxter. Inga underarter finns listade i Catalogue of Life.